# Cryptopharyngidae
Famille
Les Cryptopharyngidae sont une famille de Ciliés de la classe des Karyorelictea et de l’ordre des Loxodida.

## Étymologie
Le nom de la famille vient du genre type Cryptopharynx, dérivé du grec ancien κρυπτ / krypt, « caché », et φάρυγξ / phárynx, « gouffre, gorge, gosier, pharynx, larynx », littéralement « pharynx caché ».

## Description
Le genre Cryptopharynx a la forme d’un ovale fin, le tiers antérieur se projetant loin à gauche. La face ventrale est plate, faiblement ciliée en rangées sillonnées en spirale et en retrait de la marge ; la dorsale est bossue.
Des bandes de cils intermédiaires forme des sortes de sillons ou d'encoches qui porte dorsalement une épine dressée.
Des rangées de cils entourent la bouche ; aucune formation adorale n’est visible.
On observe un tubercule dorsal granuleux jaunâtre, à enveloppe gélatineuse à l'extérieur ; deux noyaux avec un ou deux micronoyaux ; une vacuole contractile (petite et difficile à voir) à l'arrière de la pointe dorsale ; souvent une autre vacuole à l'extrême gauche ; l’anus est à l'arrière de la bosse. La cellule évolue en mouvements de glisse très lents et très souples. C’est un protiste halobionte (c’est dire vivant en milieu très salé) et sapropel (vivant dans des milieux de sédiments organiques).

## Liste des genres
Selon GBIF (12 avril 2023) :
- Apocryptopharynx Foissner, 1996
- Cryptopharynx Kahl, 1928
  - Espèce type : Cryptopharynx setigerus Kahl, 1928

## Systématique
Le nom valide de ce taxon est Cryptopharyngidae Jankowksi, 1980.